# Analogy
Analogy est un groupe de rock progressif italien, originaire de Varèse.

## Histoire
Les origines d'Analogy remontent au groupe Joice, formé à Varèse au début des années 1970 par les Allemands Martin Thurn (qui s'était installé en Italie pour suivre les cours de l'École européenne) à la guitare, Hermann-Jürgen Nienhaus à la batterie, Jutta Nienhaus au chant, ainsi que l'Italien Mauro Rattaggi à la basse (dont les parents travaillaient au Centro Comune di Ricerca d'Ispra), le claviériste d'Arona Nicola Pankoff, et Wolfgang Schoene à la guitare rythmique, qui les rejoindra par la suite.
Le groupe donne de nombreux concerts dans le nord de l'Italie et en Suisse, puis signe un contrat avec Antonio Cagnola de Produzioni Ventotto, avec qui il produit le 45 tours Sold Out/God's Own Land en 1971. À la suite d'une erreur d'impression, le nom du groupe a été indiqué comme Yoice sur la pochette de l'album, nom qui a été conservé par le groupe par la suite.
En 1972, Mauro Rattaggi quitte le groupe pour faire son service militaire et est remplacé à la basse par Wolfgang Schoene. La même année, le groupe commence à travailler sur son premier album avec la production d'Aldo Pagani, bien que cette collaboration soit très difficile. D'après le titre d'une des chansons les plus représentatives du groupe, le groupe change à nouveau de nom pour devenir Analogy, nom qui sera également utilisé comme titre de l'album. Toujours en 1972, le groupe participe au Festival Pop di Villa Pamphili à Rome et accompagne l'auteur-compositeur-interprète Simon Luca au Cantagiro, mais à la suite de tensions internes, Nicola Pankoff quitte le groupe,. Ils commencent à travailler sur une suite écrite par Martin Thurn et Wolfgang Schoene, avec un décor médiéval/renaissance et des paroles en italien, dont certaines chansons sont également présentées lors de certains de leurs concerts en Ligurie, mais en raison de la détérioration des relations avec Cagnola et Pagani, le contrat avec Produzioni Ventotto est résilié et l'œuvre n'est pas publiée.
Sur proposition d'Aldo Pagani, le groupe s'enrichit du flûtiste Rocco Abate, obtient un contrat avec Trident et participe à des concerts importants comme le Be-In de Naples, mais à la suite d'une série de difficultés, le groupe se sépare à la fin de l'année 1973 (ou 1974 selon les sources,,). Jutta Taylor-Nienhaus et Martin Thurn-Mithoff s'installent en Angleterre, où ils forment le groupe Earthbound en 1975, qui se sépare en 1979, et enregistrent en 1980 la suite composée en 1973, qui sortira en 1993 sous le nom d'Analogy.
En 2012, après plusieurs années, le groupe se réunit avec un nouveau line-up, mettant en vedette la voix de Jutta Taylor, les guitares de Martin Thurn Mithoff, une présence de contrebasse, à savoir Mauro Rattaggi, Richard Brett, à la batterie Scott Hunter et aux claviers la participation de Roberto Carlotto (Aka Hunka munka). Les nouveaux débuts ont lieu le 14 avril 2012, avec une date zéro tenue à Lamezia T. Ce n'est que le début d'une nouvelle aventure qui mènera également à des concerts en dehors de l'Italie et qui sait, peut-être qu'un nouveau disque sortira à l'avenir. Ils reviennent jouer à plusieurs concerts entre 2016 et 2017. En 2018, Martin Thurn-Mithoff et Jutta Taylor-Nienhaus partent à quelques mois d'intervalle, respectivement le 7 avril et le 10 décembre.

## Membres
- Jutta Taylor-Nienhaus — chant
- Martin Thurn-Mithoff — guitare
- Mauro Rattaggi — basse
- Nicola Pankoff — clavier
- Wolfgang Schoene — guitare, basse
- Hans Jürgen Nienhaus — batterie

## Discographie

### Albums studio
- 1972 : Analogy
- 1993 : The Suite
- 1996 : 25 Years Later
- 2010 : The Complete Works
- 2013 : Konzert

### Singles
- 1971 : Sold Out / God's Own Land (Produzioni Ventotto)